# Comuna de Ruja
Ruja (polaco: Gmina Ruja) é uma gminy (comuna) na Polónia, na voivodia de Baixa Silésia e no condado de Legnicki. A sede do condado é a cidade de Ruja.
De acordo com os censos demográficos de 2004, a comuna tem 2667 habitantes, com uma densidade 36,4 hab/km².

## Área
Estende-se por uma área de 73,37 km², incluindo:
- área agricola: 89%
- área florestal: 2%

## Demografia
Dados de 30 de Junho 2004:
|                      | Total   | Total | Mulheres | Mulheres | Homens  | Homens |
| -------------------- | ------- | ----- | -------- | -------- | ------- | ------ |
|                      | pessoas | %     | pessoas  | %        | pessoas | %      |
| População            | 2667    | 100   | 1317     | 49,4     | 1350    | 50,6   |
| Densidade (pop./km²) | 36,4    | 100   | 18       | 18       | 18,4    | 18,4   |

De acordo com dados de 2002, o rendimento médio per capita ascendia a 1420,97 zł.

## Subdivisões
- Dzierżkowice, Janowice, Komorniki, Lasowice, Polanka, Rogoźnik, Ruja, Strzałkowice, Tyniec Legnicki, Usza, Wągrodno.

## Comunas vizinhas
- Kunice, Legnickie Pole, Malczyce, Prochowice, Wądroże Wielkie